# Hochzeitssuppe

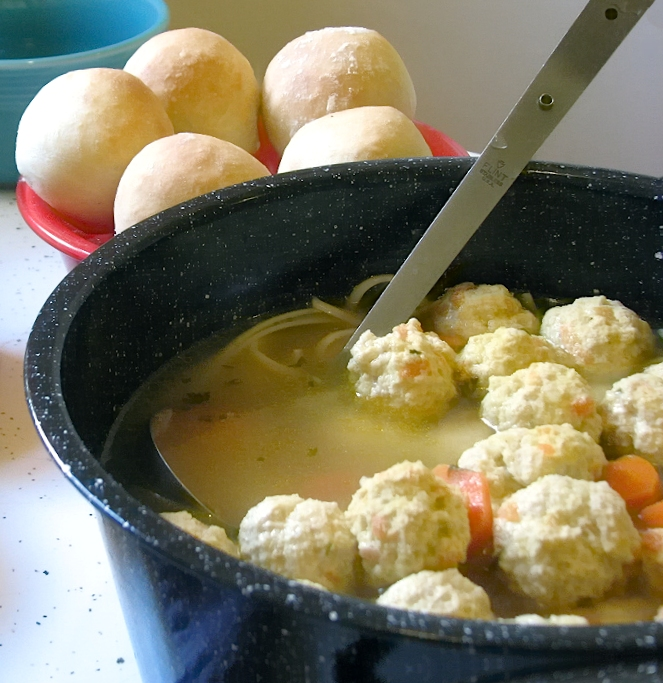
Hochzeitssuppe mit Fleischklößchen (hier aus Putenhackfleisch), dazu Brötchen

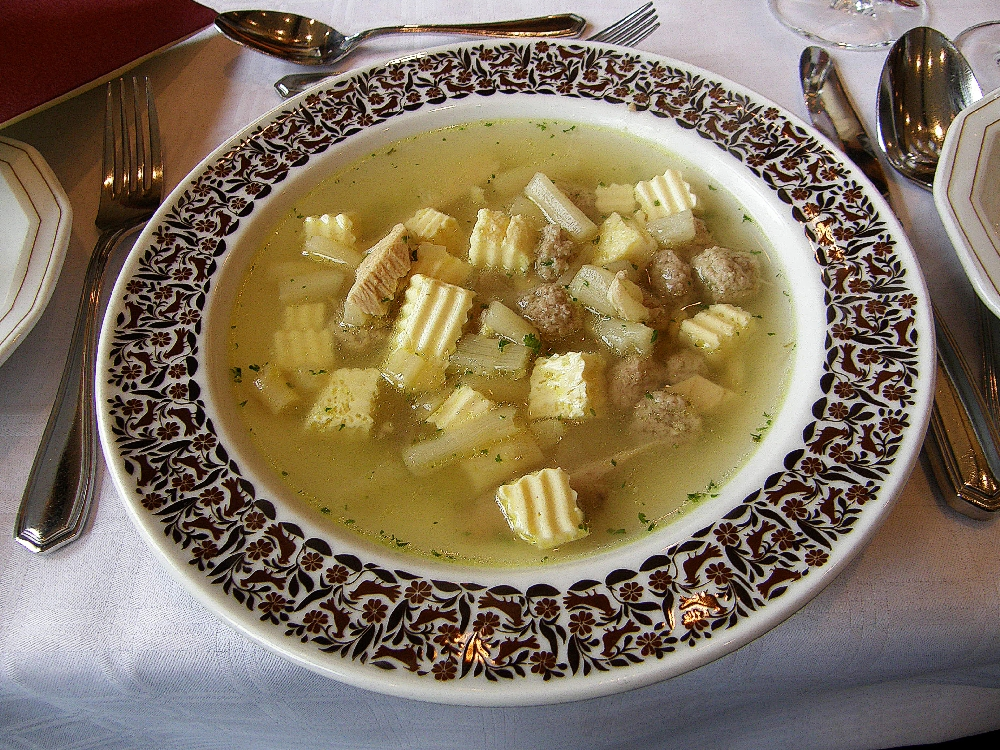
Hochzeitssuppe mit Fleischklößchen, Spargel und Eierstich

Eine Hochzeitssuppe ist eine klare Suppe auf der Basis einer Fleischbrühe, regional unterschiedlich angereichert mit Kombinationen von  Hühnerfleisch, Fleischklößchen, Markklößchen, Leberknödeln, Brätspätzle, Flädlestreifen, Grießnockerl, Spargelköpfen, Nudeln, Backerbsen, Schöberl oder Eierstich, teilweise werden auch Rosinen zugegeben.
Die Hochzeitssuppe wird in Norddeutschland und Süddeutschland von Hochzeitspaar und Gästen traditionell nach der Trauung eingenommen und bildet meist den Auftakt des Menüs bei der Hochzeitsfeier. Es gibt sie jedoch auch in anderen Regionen Deutschlands, da die Brautsuppe für alle Gäste früher Bestandteil jedes Hochzeitsfestes war. 
Eine bekannte Variante ist die traditionelle Hadler Hochzeitssuppe im Land Hadeln im nördlichen Niedersachsen, die aus einer klaren Suppe mit Rindfleisch, Fleischklößchen, Reis, Blumenkohl und Spargel besteht. Dazu wird Stuten bzw. oft auch Rosinenstuten gereicht.
Es gibt zahlreiche Rezepte für Hochzeitssuppen in regionalen Kochbüchern. Im Handel sind auch Fertigsuppen unter dieser Bezeichnung erhältlich.

## Varianten
Neben der Hadler Hochzeitssuppe aus der niedersächsischen Küche sind verschiedene regionale Varianten bekannt, wie unter anderem:
- Altländer Hochzeitssuppe. Die Variante ist im Alten Land, einer Landschaft im südlichen Hamburg und nördlichen Niedersachsen bekannt. Sie wird aus Markknochen mit gewürfeltem Rindfleisch, Porree, Eierstich und Rosinen zubereitet.[1]
- Altmärkische Hochzeitssuppe. Suppenzubereitung der Altmark im nördlichen Sachsen-Anhalt, auf der Basis einer fetten Hühnerbrühe mit Einlage von Gehacktesklößchen, Eierstich und Spargel, teils auch mit Knollensellerie, Porree, Karotten, gewürfeltem Hühnerfleisch, Eierstich und Fleischklößen aus Schweinehackfleisch.[1]
- Westfälische Hochzeitssuppe. Die in Westfalen verbreitete Variante wird traditionell aus Rindfleisch (Suppenfleisch) zubereitet. Auch sie bildet den Auftakt des Hochzeitsmenüs, gefolgt von kalt serviertem Rindfleisch mit Remouladensoße, Silberzwiebeln und Gewürzgurken als zweitem Gang.